# Missy-sur-Aisne
 Missy-sur-Aisne  là một xã ở tỉnh Aisne, vùng Hauts-de-France thuộc miền bắc nước Pháp.